# Wereld Federalisten Beweging Nederland

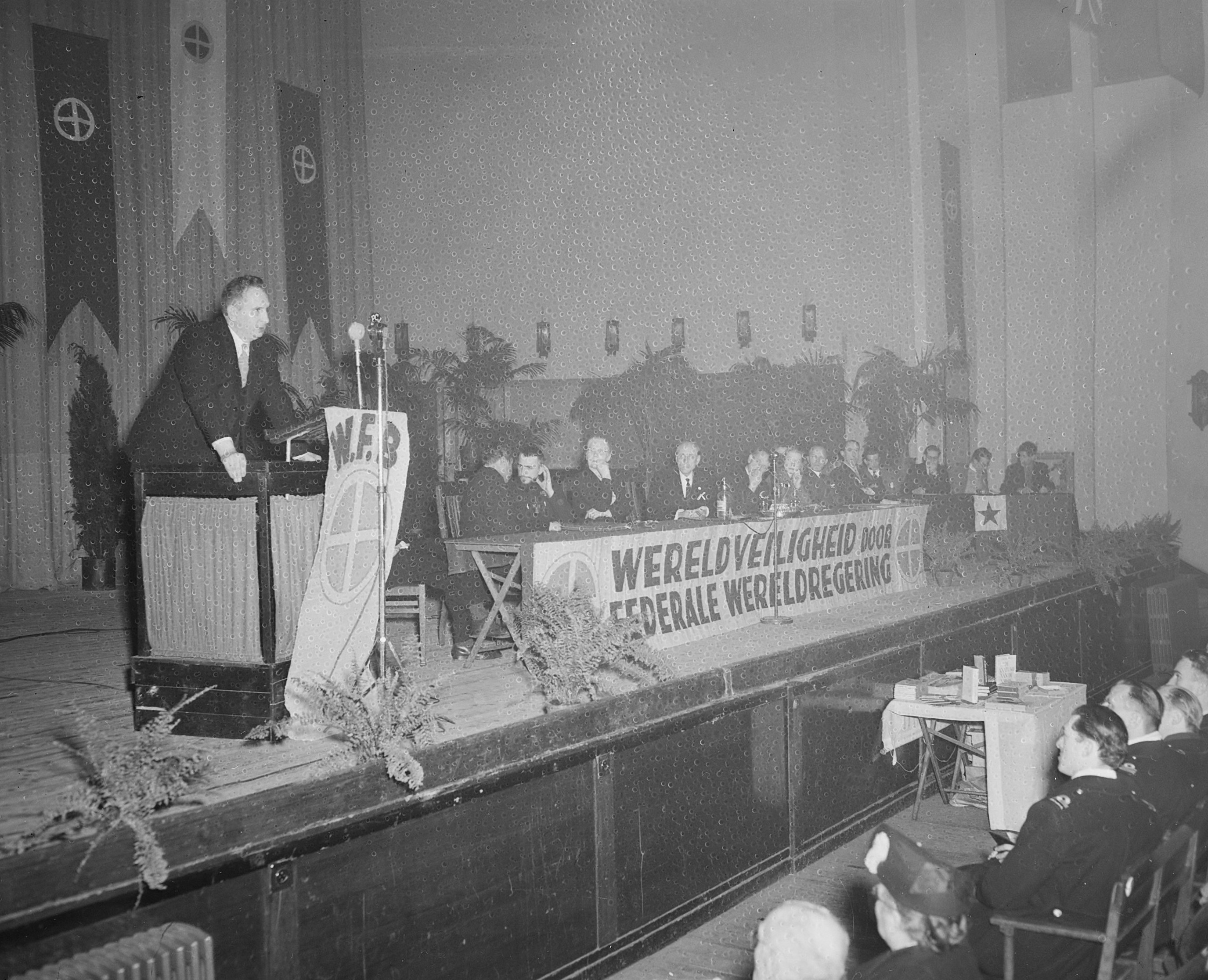
Congres der Wereld Federalisten in Haarlem in 1949

De Wereld Federalisten Beweging Nederland (WFBN) is een Nederlandse vredesbeweging die werd opgericht op 1 maart 1948. De WFBN streeft naar een democratisch gekozen wereldbestuur, bekleed met voldoende wetgevende, rechtsprekende en uitvoerende macht. Het kwam voort uit de samenvoeging van de Wereld Eenheid Beweging (WEB) en de Beweging voor Federale Wereldregering (BFWR). De beweging werd opgericht om een nieuwe wereldoorlog te voorkomen en steunde daarin de internationale World Movement for World Federal Government (WMWFG), die een jaar eerder werd opgericht. Op haar hoogtepunt, in de beginjaren na de oprichting, telde de WFBN 15.000 leden.

## Doelstellingen
De WFBN is lid van de WMWFG en onderschreef haar doelen (‘Vijf wegen tot Wereldregering’), die in 1950 werden geformuleerd:
1. Het meewerken aan de ontwikkeling en hervorming van de Verenigde Naties tot een Federale Wereld Regering met de macht wereldwetten te maken, te handhaven en uit te voeren.
2. Het bevorderen van de vervulling der essentiële voorwaarden voor een grondwetgevende vergadering.
3. Het verwerven van de steun van een werkelijke meerderheid in de nationale regeringen.
4. Het bevorderen van de vorming van regionale federaties met het oog op het bespoedigen van de totstandkoming ener federale wereldregering.
5. Het uitwerken van een Ontwerp Grondwet voor de wereld.

## Verenigde Naties
De houding van WFBN ten opzichte van de Verenigde Naties was in de beginjaren zeer kritisch, getuige de tweespalt tussen minimalisten, die de rol van de VN hoogstens via natiestaten wilden versterken, en maximalisten, die pleitten voor directe verkiezingen van afgevaardigden in een onafhankelijke wereldregering. De strijd tussen minimalisten en maximalisten werd uiteindelijk in het voordeel van de minimalisten beslecht; de wereldfederalisten zijn al jaren fervent voorstander van versterking van de VN in haar huidige vorm. Het omslagpunt lag in de jaren ’60, toen de Verenigde Naties openlijk spraken over een permanent VN-leger en een VN-politiemacht.

## Successen
Het wereldfederalisme groeide wereldwijd tussen 1946 en 1950 tot zo’n 156.000 leden, verdeeld over 56 organisaties als de WFBN. Eind jaren ’40 kwam, onder leiding van de Amerikaan Garry Davis, ook de Wereldburgerbeweging op. Garry Davis verbrandde zijn Amerikaans paspoort, en verklaarde ‘wereldburger’ te zijn. Hij kon op massale steun rekenen, en op Nieuwjaarsdag 1949 werd het Internationaal Centrum voor de Registratie van Wereldburgers opgericht. In 1951 sprak zelfs paus Pius XII zijn steun uit voor het wereldfederalisme, wat twaalf jaar later door paus Johannes XXIII nog eens werd bekrachtigd.

## Koude Oorlog en afname populariteit
De Koude Oorlog bracht het wereldfederalisme in een lastig parket. Waar wereldfederalisten in het oosten werden gezien als aanhangers van het Amerikaans imperialisme, zagen critici in het westen hen als spionnen uit Moskou. De WFBN bleef bij haar standpunt dat het wereldfederalisme een universalistische beweging was en ieder land (dus ook de Sovjet-Unie en China) lid zouden moeten kunnen worden. Dit leidde tot wantrouwen, en dat verslechterde toen voorzitter Nannen tijdens een persconferentie in juli 1950 zei dat ‘communistische infiltratie mogelijk zou kunnen zijn’.
De weigering een standpunt in te nemen droeg hoogstwaarschijnlijk bij aan de afname van het aantal leden. Het aantal van 15.000 leden zakte in 1954 tot 4.500. Naargelang de jaren verstreken, kreeg de organisatie ook het verwijt ‘simplistisch en ideologisch’ te zijn.
De WFBN bestaat nog altijd. Tegenwoordig is de nadruk verplaatst naar ‘mondiale democratie, internationale rechtsorde en de democratisering van de diverse internationale organisaties – in het kader van de Verenigde Naties, maar ook daarbuiten – en naar andere gebieden die aan het wereldfederalisme raken, zoals mensenrechten, vrede, mondiale veiligheid en duurzame ontwikkeling’.

## Beroemde ‘wereldburgers’
- Albert Camus
- Albert Einstein
- Jean-Paul Sartre
- Linus Pauling
- Yehudi Menuhin
- Garry Davis
- Bertrand Russell
- Jawaharlal Nehru
- Abbé Pierre
- Sicco Mansholt
- Sir Peter Ustinov